# Mercedes-Benz O407
Mercedes-Benz O407 — серія приміських автобусів Mercedes-Benz, серійно випускаються з 1987 по 2001 рік на основі Mercedes-Benz O405. Була заміною серії Mercedes-Benz O307. Існує також екскурсійна версія, відома як Mercedes-Benz O408.

## Інформація
O407 має загальну довжину 11,9 метра (11,5 м на O405) і більш високий підлогу для додаткових багажних відділень.
Зовні стандартне виконання O407, крім великих розмірів, можна побачити на вузькому передньому вході з одностулковими зовнішніми орними дверима і задніми двостулковими зовнішніми орними дверима. Також помітно велике цілісне переднє скло з вузьким однорядковим індикатором мети руху і бічними повітрозабірниками, яке пізніше було встановлено в O405 на замовлення; але також були виготовлені автобуси з розділеним переднім склом. Крім того, можна було замовити широкий дворядковий індикатор мети руху.
Автобус Mercedes-Benz моделі O407 був виготовлений виключно як приміський автобус з високою підлогою. Вхід, звужений одностулковими передніми дверима, мав ступені, звернені до центрального проходу Mercedes-Benz O307, а також відповідав висоті підлоги і віконним роздільникам серії O405.
Модель також має схожість з автобусом під назвою " O 407 N“, який являє собою конструктивно незмінений O405 N зі зміненою заводською табличкою. Відмінною рисою є колісна база і більш високий підлогу. Тому також пізніше розроблений автобус з низькою підлогою носив позначення O 405 NÜ. Різні Фасади, розташування дверей або пасажирських сидінь також були сумісні один з одним на попередніх моделях O305/O307.
Автобуси пропонувалися з дизельними двигунами потужністю 240 к.с. (з 1989 року — 250 і 299 к. с.). У стандартній комплектації була встановлена 5-ступінчаста механічна коробка передач типу G O 4/95-5/5, 1. За додаткову плату була доступна 6-ступінчаста синхронна коробка передач G O 4/105-6/7,2 або чотиришвидкісна автоматична коробка передач Daimler-Benz (W 4 A 110), пізніше була доступна п'ятиступінчаста Трансмісія ZF 5 HP 500.
Як і O405, O407 також був оснащений кондиціонером і гальмо-сповільнювачем. На заводі пропонувалися три варіанти сидінь, які мали в якості основи пластикове сидіння з оболонкою, яке можна було замовити на трьох рівнях комфорту (K1-K3), або з тонкими м'якими подушками для сидінь і спинок, або з повною оббивкою. Зазвичай для останнього використовувалася замшева тканина. На O407 в основному була обрана більш зручна подушка через середню тривалість поїздки, в порівнянні з рухом по міському маршруту. У більш пізніх моделях також пропонувалося так зване" високоміцне крісло " від O408. Пасажирські сидіння могли бути додатково встановлені на п'єдесталах в пасажирському салоні. Mercedes-Benz O407 мав поздовжні багажні полиці під дахом над сидіннями, які також можна було замовити для O405.
У 1992 році O407 отримав рестайлінг. Двері тепер були засклені до підлоги, інтер'єр тепер був виконаний в сірому, а не світло-коричневому відтінку, також були встановлені великі люки на даху, використовувані в якості аварійних виходів.
Тим часом, O407 зазвичай зустрічається тільки в приватних автобусних компаніях, які часто купували його у регіональних транспортних компаній. У звичайних регулярних перевезеннях ці транспортні засоби використовуються рідко, тому що тендери на транспортні послуги часто вимагають обмеженого максимального віку або доступності транспортних засобів в якості умови нагородження. Завдяки своїй міцності і ще більш традиційній технології, O407 є експортними.

## Експлуатація в Росії
Около 58 автобусов Mercedes-Benz O407 эксплуатировалось в подмосковной компании Мострансавто.